# Yankasa
Le Yankasa ou Y'ankasa est une race ovine du Nigeria élevée pour sa viande.

## Présentation

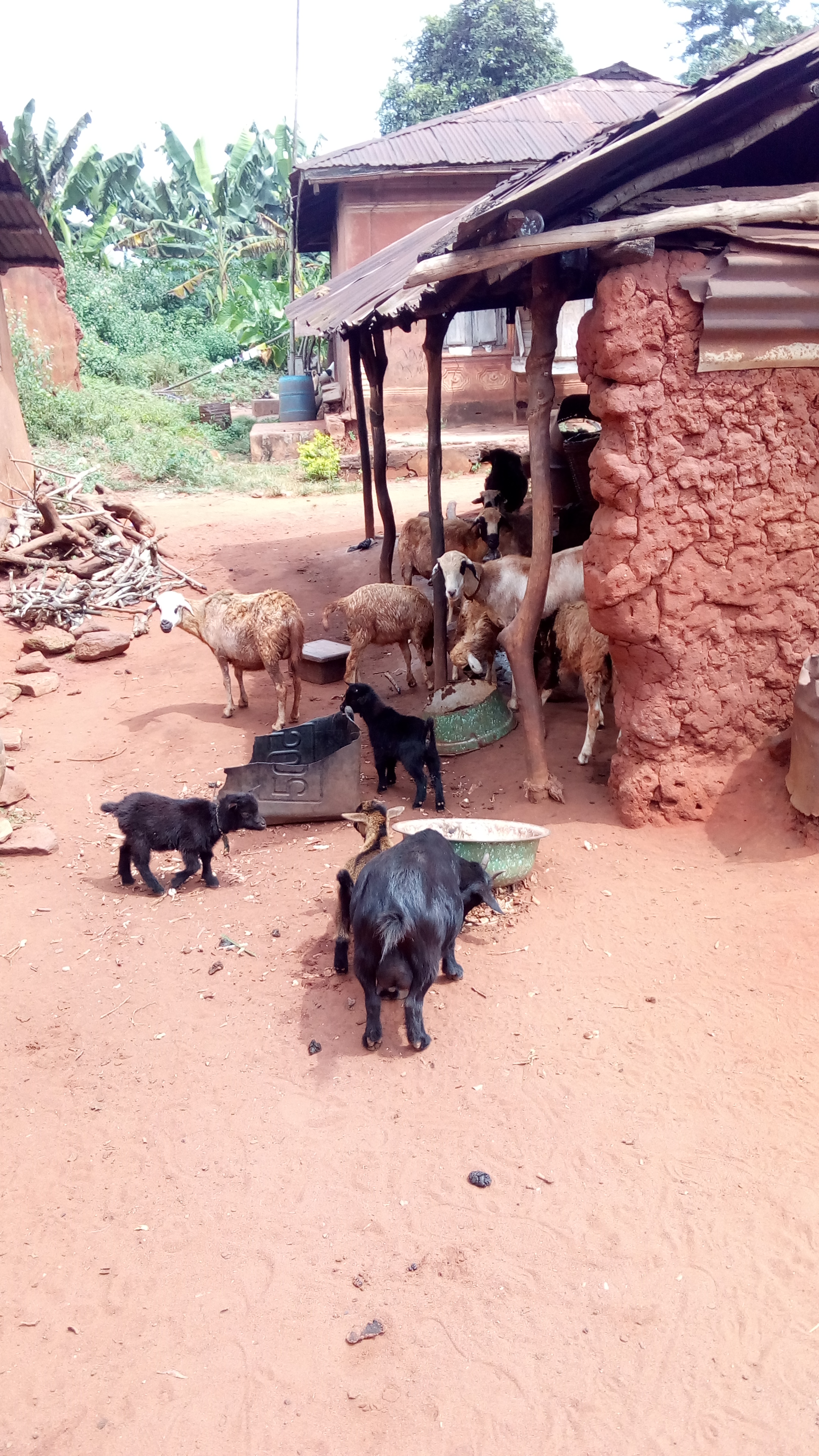
Yankasas, en compagnie de chèvres, dans un village nigérian.

Le Yankasa est l'une des trois races principales du Nigeria avec le Uda et le Djallonké. Elle pourrait avoir eu un apport génétique du Djallonké dans le passé,. Elle est parfois nommée Hausa ou White Fulani.
On la retrouve dans le nord et le centre du pays. Elle est facile à reconnaître par son pelage entièrement blanc et le museau et le tour des yeux noirs. Les oreilles et le bas des pattes sont parfois également noirs. Le bélier porte des cornes et une crinière, et pèse entre 35 et 50 kg. La brebis peut atteindre 40 kg. Les animaux mesurent en moyenne 54 cm au garrot.
La brebis met bas un seul agneau, rarement deux, qui pèse 3,5 kg à la naissance. Elle peut fournir en moyenne 65 kg de lait par lactation.